# Elli (1912)
«Еллі» ( грец. Κ/Δ Έλλη   ) — 2600-тонний грецький захищений крейсер (грец. Εύδρομο Καταδρομικό) названий на честь морської битви Першої Балканської війни - перемоги Грецького флоту. 

## Історія служби
Крейсер був представником злополучного типу «Чао Хо», всі кораблі якого врешті решт загинули. Цінський уряд замовив корабель як «Фей Лонг» (китайською: 飛鴻; пінїнь: Féi Hóng; «Лебідь у польоті»). Втім Синьхайська революція в 1912–13 рр. призвела до скасування новим китайським урядом покупки. New York Shipbuilding тим не менш добудувала корабель 1914 р. і продала його Греції, яке саме реалізовувала програму збільшення флоту після Балканської війн.
«Еллі» взяв участь у бойових діях під час Першої світової війни. Спочатку Греція дотримувалася  нейтралітету: прем’єр-міністр Елефтеріос Венізелос підтримував Антанту, а налаштований пронімецьки король Костянтин I виступав за нейтралітет. Цей конфлікт зрештою призвела до глибокого політичного конфлікту, відомого як  Національний розкол. У листопаді 1916 р. з метою тиску на королівський уряд в Афінах французи конфіскували грецькі кораблі. Легкі кораблі, включаючи «Еллі», продовжували діяти з французькими екіпажами, головним чином у супроводі конвоїв і патрулюванні в Егейському морі, доки Греція не вступила у війну на боці союзників у червні 1917 року. Після цього їх повернули до Греції. Згодом грецький флот брав участь в операціях союзників в Егейському морі.
У 1920 році крейсер пройшов реконструкцію у Франції разом з броненосним крейсером «Георгіос Авероф», під час якої отримав  зенітне озброєння та обладнання для перенесення та встановлення 100 морських мін.
Під час катастрофічної Малоазійської експедиції майбутній король Греції Павло І був молодшим лейтенантом на борту «Еллі» та був свідком евакуації зі Смірни у вересні 1922 року.

## Доля корабля і пам'ять про нього
Італійський підводний човен  «Дельфіно» затопив крейсер в мирний час, о 8:25 ранку 15 серпня 1940 року, коли він стояв на якорі біля острова Тінос. «Еллі» прибув до Тіноса, задля участі участь у святкуванні Успіння Пресвятої Богородиці. Одна з трьох випущених торпед влучила у «Еллі» під єдиним працюючим котлом, після чого корабель загорівся і затонув. Дев'ять старшин і матросів загинули, 24 були поранені. Цей же підводний човен намагався торпедувати пасажирські судна «Елсі» та «Есперос», що стояли на якорі в порту. Ця спроба не вдалася, і торпеди пошкодили лише частину пристані порту.
Фрагменти торпед були знайдені та ідентифіковані як італійські. Проте грецький уряд, намагаючись уникнути конфронтації з Італією в той час, оголосив, що національність підводного човна, що атакувала, невідома. Тим не менш, ця позиція не запобігло початку Італо-грецької війни через два місяці. Населення Греції чітко усвідомлювало відповідальних за потоплення корабля, і попри політичні конфлікти об'єдналося у засудженні віролрмного нападу.
Після війни, як компенсацію за потоплення«Еллі», Італія передала Греції крейсер «Еудженіо ді Савойя», який був переданий у червні 1950 року Королівському флоту Греції, де отримав ім'я «Еллі». Служив до 1973 року. З 1982 року фрегат «Еллі», головний корабель однойменного типу, колишнього нідерландського «Кортенар» зберігає це ім'я серед кораблів ВМС Греції.